# Пруси (Буський повіт)
Пруси (пол. Prusy) — село в Польщі, у гміні Стопниця Буського повіту Свентокшиського воєводства.
Населення — 113 осіб (2011).
У 1975-1998 роках село належало до Келецького воєводства.

## Демографія
Демографічна структура на день 31 березня 2011 року:
|          | Загалом | Допрацездатний вік | Працездатний вік | Постпрацездатний вік |
| -------- | ------- | ------------------ | ---------------- | -------------------- |
| Чоловіки | 52      | 9                  | 31               | 12                   |
| Жінки    | 61      | 11                 | 37               | 13                   |
| Разом    | 113     | 20                 | 68               | 25                   |